# Eloy Olaya
Eloy José Olaya Prendes (Gijón, 10 de julho de 1964) é um ex-futebolista espanhol.

## Carreira
Eloy fez parte do elenco da Seleção Espanhola de Futebol da Copa do Mundo de 1986. Ele fez três presenças e um gol, frente a Argélia.

## Títulos

### Clube
Valencia
- Copa del Rey: Vice 1994–95[2]

### Internacional
Espanha Sub-21
- Europeu Sub-21: 1986[3]